# Автомат Барышева
АБ-5,45 и АБ-7,62 — автоматы, являющиеся частью комплекса вооружения, разработанного советским оружейником А. Ф. Барышевым. Помимо автоматов в этот комплекс также вошли АВБ-7,62 (автоматическая винтовка), КПБ (крупнокалиберный пулемёт) и АРГБ (автоматический ручной гранатомёт). АБ унифицированы с автоматами Калашникова на 60 %, при этом существенно отличаясь по конструкции: в них отсутствует газоотводный двигатель, изменена конструкция узла запирания, ударного механизма и предохранителя.

## История
А. Ф. Барышев при разработке своих образцов оружия, как и Никонов, направил все усилия на борьбу с отдачей оружия, но, в отличие от Никонова, избрал другое направление. Работу над новыми образцами вооружения, которые бы обладали отдачей, значительно меньшей, чем у существующих аналогов, и, как следствие, возросшей в несколько раз кучностью стрельбы, Анатолий Филиппович Барышев начал в инициативном порядке в 1962 году. В этом же году он подал заявку № 5056986 (дата приоритета: 18.09.1992) на выдачу патента РФ на изобретение. Разработка защищена патентом РФ № 2002195 на изобретение «Запирающий механизм стрелкового оружия или артиллерийского орудия». Доводка образцов до промышленного уровня потребовала значительное время: войсковые испытания автоматов начались только в 1980-х, при этом помимо вооружённых сил в них также участвовали представители КГБ и ГРУ СССР. В отличие от военных, которых вполне устраивал комплекс вооружения Калашникова, представители спецслужб ратовали за скорейшее принятие комплекса Барышева на вооружение из-за его превосходства над советскими и западными аналогами. Однако распад Советского союза, последовавший в скором времени, не позволил этим планам осуществиться.
Анатолий Барышев решил найти помощь для продолжения работ за границей и заключил соответствующий договор с чешской компанией LCZ-Group, которая получила от него АБ-7,62, АВБ-7,62, КПБ и АРГБ, а также новый 9-мм пистолет. Однако LCZ-Group нарушила договор и представила образцы Барышева на выставке IDET-95 (где они вызвали настоящий фурор) под собственной маркой без упоминания имени конструктора, а также попыталась продать патент на данное оружие на Западе. Договор между Барышевым и LCZ-Group был расторгнут и оружие вернулось в Россию, однако до настоящего времени так и не принято на вооружение.
В дни проведения выставки «KADEX-2014» (22-25 мая 2014 г.) директор компании «Czech Weapons» Ростислав Кудлачек продемонстрировал представителям Вооружённых Сил Республики Казахстан автомат «CZW-762» который является незначительно модифицированным АБ-7,62.

## Описание
Автоматика оружия Барышева основана на полусвободном затворе и заднем шептале, что более характерно для пистолетов-пулемётов, пулемётов и автоматических пушек, чем для автоматов и автоматических винтовок. Выстрел осуществляется при открытом затворе. Перед выстрелом подвижные части автоматики находятся в заднем положении, а патрон в незапертом патроннике отсутствует. Когда происходит нажатие на спусковой крючок, запирающий узел начинает двигаться вперёд под давлением возвратной пружины и досылает патрон в патронник. Когда узел подходит к крайнему переднему положению, запирающий рычаг запирает канал ствола и наносит удар по расположенному в остове затвора ударнику, который накалывает капсюль патрона. Происходит выстрел. Донная часть гильзы упирается в чашечку имеющей свободный ход личины затвора, который в этот момент не сцеплен жестко со стволом. Личина вместе с гильзой сдвигается назад и воздействует на затворную раму, которая начинает движение назад и воздействует на остов затвора, а затем на запирающий рычаг, упирающийся в уступ ствольной коробки. Затвор со ствольной коробкой расцепляются, происходит экстракция гильзы и сжатие возвратной пружины.
АБ-7,62 и АБ-5,45 имеют преимущества над АКМ и АК-74 по массо-габаритным характеристикам, простоте конструкции и кучности при одинаковом пробивном действии и дальности прямого выстрела. Отдача у автоматов Барышева примерно в 2-3 раза меньше, чем у автоматов Калашникова, при стрельбе патронами 5,45 мм рассеивание примерно в 12 раз ниже, чем у АК-74. В автоматах Барышева отсутствует газовая трубка — её место занимает рукоятка для переноски. Трёхпозиционный предохранитель-переводчик режимов огня позволяет стрелять одиночными и непрерывными очередями. Приклад складывается вбок. Может устанавливаться прибор бесшумной стрельбы и подствольный гранатомёт.
АВБ-7,62 может снабжаться пластмассовым цевьём или лёгкими сошками, заменяющими цевьё в сложенным состоянии. АВБ имеет существенное преимущество перед винтовками под винтовочный патрон 7,62×54 мм R (в том числе и СВД) — она позволяет вести огонь очередями из неустойчивых положений на дальности до 200 м, что делает её уникальным в своём роде оружием. Тренированный стрелок способен при стрельбе очередями по 10 патронов (ёмкость магазина) уложить все пули в грудную мишень, находящуюся на дистанции 250 м. К недостаткам винтовки следует отнести малую ёмкость магазина и неудачную конструкцию дульного устройства, приводящую к громкому звуку выстрела и большому выхлопу дульного пламени, демаскирующего стрелка.
Вся система построена по модульному принципу, что снижает производственные и эксплуатационные расходы. Недостатками системы, вытекающими из использования в конструкции заднего шептала, является большее, чем у оружия с передним шепталом, рассеивание при стрельбе одиночными и чувствительность к загрязнению.